# Stark (Kansas)
Pour les articles homonymes, voir Stark.
Stark est une municipalité américaine située dans le comté de Neosho au Kansas.
Lors du recensement de 2010, sa population est de 72 habitants. La municipalité s'étend alors sur une superficie de 0,17 mille carré (0,44 km2).
Le bureau de poste local ouvre en 1886. Il porte le nom du comté de Stark en Illinois.